# Tsin Tang
Tsin Tang (chinois traditionnel 唐 進 ; chinois simplifié : 唐 进 [Táng Jìn]), né en 1897 et mort en 1984, est un botaniste et taxonomiste chinois. Le naturaliste faisait partie de l'Institut de botanique systématique et de l'Academia Sinica, spécialiste des monocotylédones.

## Quelques publications
- w. fa-tsuan, tsin Tang. 1980. Flora reipublicae popularis sinicae, Science Press, 308 pp.
- tsin Tang, w. fa-tsuan. 1961. Flora reipublicae popularis sinicae. Science Press, 261 pp.

## Honneurs

### Éponymie
- Carex tangiana Ohwi, 1936
- Carex tangii Kük., 1932
- Peristylus tangianus — S.Y.Hu, 1974 [≡ Herminium tangianum (S.Y.Hu) K.Y.Lang, 1987]
- Poa tangii Hitchc., 1930
- Salix tangii K.S.Hao ex C.F.Fang & A.K.Skvortsov, 1998